# 118e brigade mécanisée
Pour les articles homonymes, voir 118e brigade.
La 118e brigade mécanisée (en ukrainien : 118-та окрема механізована бригада, abrégé en 118 ОМБр ; numéro d'unité militaire A4712) est une grande unité d'infanterie mécanisée de l'Armée de terre ukrainienne.
Cette brigade est fondée en janvier 2023, passant les mois suivants à l'instruction. À l'été 2023, elle est engagée au combat dans le cadre de la contre-offensive ukrainienne. L'unité ne doit pas être confondue avec la 118e brigade de défense territoriale, basée en temps de paix à Tcherkassy.

## Historique

### Invasion russe de l'Ukraine

#### Création
Durant l'hiver 2022-2023, plusieurs nouvelles brigades ukrainiennes sont mises sur pied : les Forces armées augmentent leurs effectifs et se préparent à lancer des contre-offensives dans l'espoir de reconquérir les territoires occupés par les Russes. Naissent ainsi la 3e d'assaut, la 13e de chasseurs, les 21e, 22e, 23e, 31e, 32e mécanisées, les 37e et 38e de marine, les 41e, 42e, 44e, 47e et 67e mécanisées, la 82e d'assaut aérien, ainsi que les 88e, 116e, 117e et 118e brigades mécanisées. La 118e est créée à Holovach dans l'oblast de Poltava en janvier 2023.
Neuf de ces nouvelles brigades ont été équipées et instruites par d'autres États, ce qui est le cas pour la 118e. De la mi-janvier à avril, l'instruction des bataillons mécanisés et du groupe d'artillerie de la brigade est assurée en Roumanie et en Pologne. Le groupe d'artillerie de la brigade était formé à partir d'un bataillon de la 49e brigade d'artillerie. 

#### Saillant de Robotyne (depuis juin 2023)
En juin 2023, la brigade est déployée dans l'oblast de Zaporijjia, près du village de Piatykhatky en vue de la contre-offensive ukrainienne de 2023. En juillet 2023, elle est engagée dans le saillant de Robotyne en direction de Tokmak. Le 26 juillet, ses unités mécanisées attaquent sur le flanc droit de la 47e brigade mécanisée essayant de progresser à travers champs. Le lendemain, conjointement avec la 47e, une compagnie de la brigade mène un assaut mécanisé sur les positions russes à l'est de Robotyne. La colonne avance sous le feu nourri de la 810e brigade d'infanterie de marine, de la 45e brigade Spetsnaz et du 1430e régiment de fusiliers motorisés qui cible les blindés avec des ATGM et des drones. L'assaut permet d'enfoncer les lignes russes d'un kilomètre. Toutefois, les pertes au sein de la brigade sont lourdes : l'essentiel de la compagnie est tué, blessé ou capturé, une dizaine de blindés sont détruits. Après la prise de Robotyne, la brigade participe aux opérations offensives pour tenter de percer la deuxième ligne de défense russe. Après avoir atteint Verbove le 20 août, l'unité est contrainte de se replier en raison d'une contre-attaque menée par les unités du VDV transférées du front de Louhansk. 
Restant en saillant même après l'arrêt de la contre-offensive ukrainienne à l'automne, elle repousse en février 2024 une attaque du 70e régiment de la 42e division de fusiliers motorisés de la Garde contre Robotyne, infligeant de lourdes pertes aux unités mécanisées ennemies. En mars 2024, l'armée ukrainienne est confrontée à de nombreux assauts d'infanterie russe sur ses positions à Robotyne qui sont repoussés par la 117e et la 65e brigade mécanisée. Malgré leurs efforts, Robotyne est reprise en mai 2024. En novembre 2024, selon le porte-parole de la brigade, elle est toujours engagée dans une bataille positionnelle autour de Robotyne.

## Structure

### Ordre de bataille
- État-major de la brigade,
  - 
    -  compagnie de protection du QG ;

  -  1er bataillon mécanisé ;
  -  2e bataillon mécanisé ;
  -  3e bataillon mécanisé ;
  -  1er bataillon de fusiliers ;
  -  5e bataillon de fusiliers séparé (unité militaire A7089) ;
  -  Bataillon de chars ;
  -  Groupe d'artillerie de la brigade :
    - batterie de contrôle et d'acquisition de cibles ;
    - 1er bataillon d'artillerie automotrice [10] ;
    - 2e bataillon d'artillerie ;
    - Bataillon de lance-roquettes multiples (BM-21 Grad) ;
    - Bataillon antichars

  -  Bataillon de drones ;
  -  Bataillon antiaérien ;
  -  compagnie de reconnaissance ;
  -  Bataillon du génie ;
  -  Bataillon logistique ;
  -  Compagnie de transmissions ;
  -  Bataillon de maintenance ;
  -  Compagnie de radar (désignation d'objectifs) ;
  -  Compagnie médicale (soins et évacuation) ;
  -  Compagnie de protection NRBC.

Au combat, les divisions ou batteries d'artillerie, les compagnies de chars, ainsi que des détachements antichars, antiaériens, de reconnaissance ou du génie peuvent être affectés à chacun des bataillons d'infanterie, pour former un ou plusieurs groupes tactiques (батальйонної тактичної групи, abrégé en БТГр, équivalent des BTG russes). Le commandant de la brigade peut aussi conserver une réserve d'artillerie et utiliser son bataillon de chars comme unité de choc.

### Matériels et équipement
- Un bataillon de chars équipé de T-72M1 venant de Pologne ;
- Trois bataillons mécanisés dotés de véhicules BMP-1
- Un groupe d'artillerie avec 6 obusiers automoteurs M109A6 américains et MLRS APR-40 de Croatie ;
- Compagnie de reconnaissance sur BPzV Svatava Combat Reconnaissance Vehicle livrés par la Tchéquie[11]

## Insigne

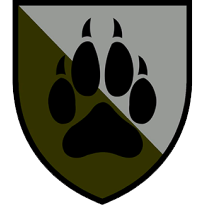
Ancien insigne de la brigade en 2023